# Malcolm Moos
Malcolm Moos (Saint Paul, 19 aprile 1916 – Ten Mile Lake, 28 gennaio 1982) è stato un docente statunitense di scienze politiche.
Ha conseguito la laurea e la docenza in scienze politiche presso l'Università del Minnesota.
Ha continuato il dottorato in scienze politiche, presso l'Università della California, a Los Angeles. Dopo aver ricevuto la docenza Moos ha insegnato per diversi anni all'Università Johns Hopkins ed è stato editore associato al giornale di Baltimora Evening Sun.
I suoi scritti sulla politica americana lo hanno portato all'attenzione di Sherman Adams, che era assistente del presidente Dwight D. Eisenhower. Moos fece parte nel 1957, del gruppo di Eisenhower come assistente speciale e nel 1958 divenne il suo principale scrittore di discorsi. Tra i tanti discorsi Moos ha scritto per il presidente Eisenhower, il ‘discorso di addio’ (Farewell speech), che ha messo sull'avviso dell'influenza negativa del complesso militare-industriale politico, sull'economia della popolazione civile americana. Dopo aver lavorato per l'amministrazione Eisenhower, Moos continuò a scrivere i discorsi per Nelson Rockefeller e ha lavorato anche per la Fondazione Ford.
Nel 1967, Malcolm Moos è diventato il primo cittadino ed ex allievo a lavorare come presidente dell'Università del Minnesota. Il periodo dal 1967 al 1974 durante il quale ha lavorato il Dr. Moos come presidente universitario, è stato uno dei periodi socialmente ed economicamente più turbolenti di quel periodo storico. Durante questo periodo, dimostrazioni per i diritti civili e proteste anti-guerra del Vietnam, raggiunsero il culmine. Malcolm Moos sostenne questo attivismo: durante il suo discorso al corpo studentesco nel 1967, coraggiosamente riconobbe tale sostegno, ma invitò gli studenti ad esprimersi in modo ragionevole. Moss fu accreditato per la sua gestione diplomatica delle manifestazioni studentesche tra cui il Takeover Morill Hall il 14 gennaio 1969. La sua diplomazia e il rapporto con gli studenti e la comunità lo ha inoltre accreditato per aver guidato l'università attraverso questo periodo di disordini con una sola grande protesta nel maggio 1972.
Durante il suo mandato come presidente dell'Università del Minnesota, il Prof. Moos ha avuto anche il merito aver stretto rapporti più vicini fra studenti, docenti e la comunità, denominata università comunitaria ("communiversity"). Durante la sua presidenza, la sede universitaria ha svolto programmi di studio sugli africani americani, sui nativi americani, sui cicani (messicani americani), sul femminismo e studi sui centri urbani e regionali. Il risultato più sorprendente di questi anni tumultuosi è stata la capacità del Prof. Moos di essere alla portata sia degli studenti che della comunità civile.
Malcolm Moos nel 1974, ha lasciato l'Università del Minnesota per essere direttore esecutivo presso il Centro per lo studio delle istituzioni democratiche a Santa Barbara, in California. Dopo aver trascorso un anno a Santa Barbara, tornò e morì nel 1982 nella sua casa, nel Minnesota del nord.